# Schloss Stadtroda

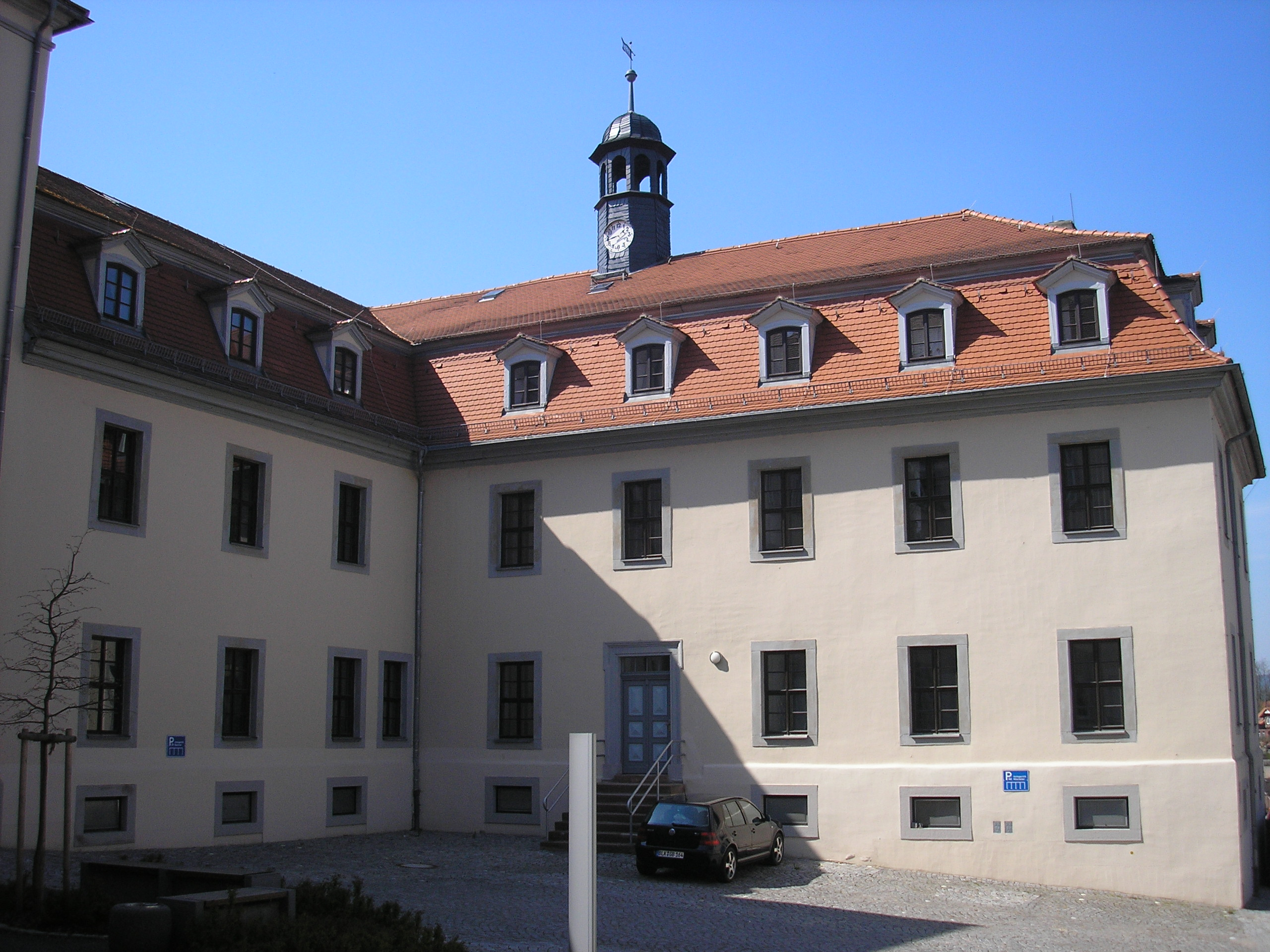
Schloss Stadtroda

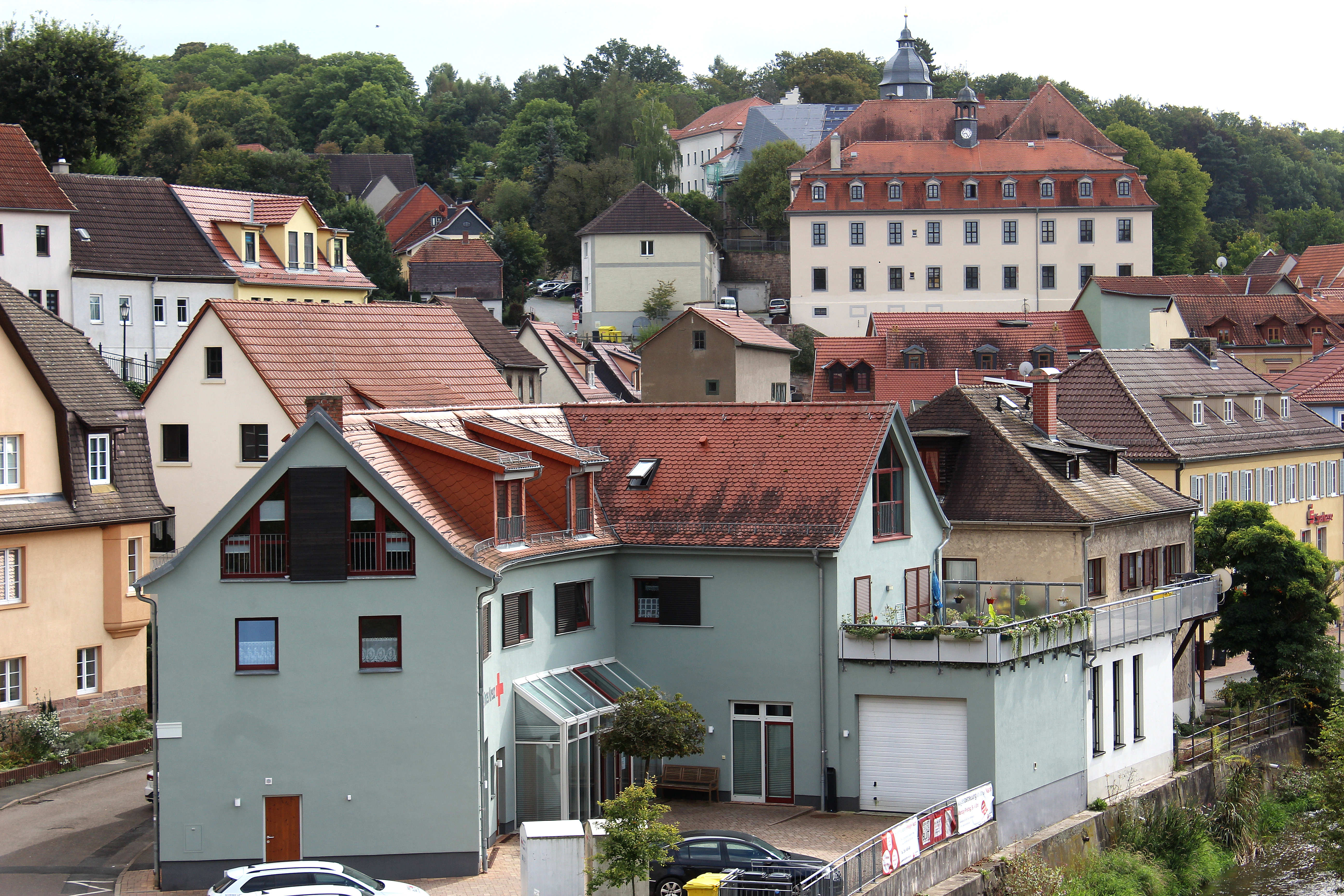
Blick zum Schloss (2021)

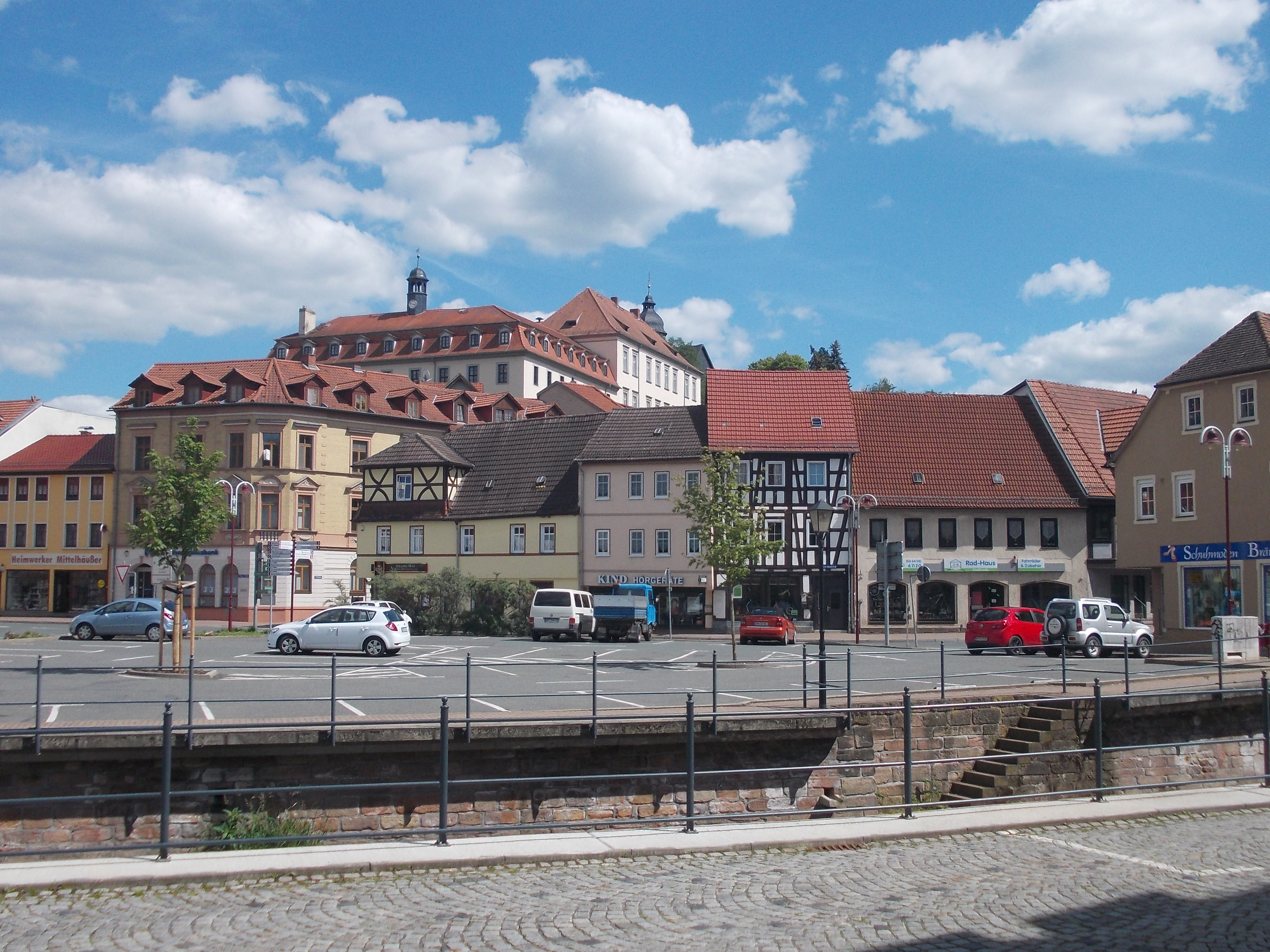
Ansicht aus Nähe des Marktplatzes („Unterm Markt“) aus

Das Schloss Stadtroda steht in der Kleinstadt Stadtroda im Saale-Holzland-Kreis in Thüringen.

## Geschichte
Bereits um 1500 wurde von einem Schloss aus Stadtroda berichtet. Es war Sitz der Grafen von Schwarzburg, denen dieses Gebiet seit 1310 unterstand. Das Schloss fiel 1638 wie viele andere Gebäude einem Stadtbrand zum Opfer. Dabei wurde auch die oberhalb des Schlosses gelegene Stadtkirche aus dem 15. Jh. zerstört. Seine heutige Gestalt erhielt das Schloss beim Wiederaufbau in den Jahren 1663 und 1734. Das Schloss war Residenz nachgeborener Prinzen der Herzöge von Sachsen-Gotha. Prinz Christian Wilhelm von Sachsen-Gotha-Altenburg begründete mit seiner Frau Gräfin Louise Reuß zu Schleiz hier seine Hofhaltung.
Ab 1780 diente das Haus verschiedenen Ämtern. Mit der Bildung des neuen Herzogtums Sachsen-Altenburg im Jahre 1828 bezog der herzogliche Kreishauptmann das Schloss als Dienstsitz. Ab 1876 bis 1900 war es Sitz des Verwaltungsbezirkes Roda des Herzogtum Sachsen-Altenburg, ab 1900 des Landratsamtes Stadtroda, ab 1920 Verwaltungssitz des Landkreises Stadtroda und von 1952 bis 1994 der Verwaltung (Rat des Kreises) des Kreises Stadtroda. Seit der Kreisgebietsreform 1994 beherbergt das Gebäude das Amtsgericht Stadtroda.